# مارکو انتورپن
مارکو انتورپن (انگلیسی: Marco Antwerpen؛ زادهٔ ۵ اکتبر ۱۹۷۱) بازیکن فوتبال اهل آلمان است.
از باشگاه‌هایی که در آن بازی کرده‌است می‌توان به باشگاه فوتبال روت‌وایس اسن اشاره کرد.